# 常楽寺 (足立区)
常楽寺（じょうらくじ）は、東京都足立区にある真言宗豊山派の寺院。新四国四箇領八十八箇所霊場第86番札所。

## 概要
江戸時代初期、河内胤盛（1630年没）の開基である。河内家は元々は後北条氏の家臣であったが、北条氏滅亡後は竹の塚に定住し名主を務めた家柄である。

## 墓所
- 竹塚東子（江戸時代の文人） ‐ 足立区登録文化財

寛政・享和・文化年間（1789年～1818年）にかけて文筆活動を行った。山東京伝や小林一茶とも交流があった。代表作に『田舎談議』がある。

## 交通アクセス
- 竹ノ塚駅より徒歩9分（経路案内）。